# رودولفو گامبینی
رودولفو گامبینی (انگلیسی: Rodolfo Gambini؛ زادهٔ ۱۱ مه ۱۹۴۶ (۷۸ سال) دانشمند در زمینه اهل اروگوئه و استاد مهمان در انستیتوی فیزیک نظری هوراس هارن در دانشگاه ایالتی لوئیزیانا است.

## حرفه
او روی گرانش کوانتومی حلقه کار می‌کند. او دکترای خود را در دانشگاه دو پاریس ششم گرفت و با آشیل پاپپترو همکاری داشت. از آنجا به ونزوئلا نقل مکان کرد و در آنجا به مقام استادی رسید. در آنجا با فیزیکدان آنتونی تریاس، نمایه حلقه ای را برای نظریه‌های یانگ میلز در سال ۱۹۸۶ اختراع کرد.
گامبینی بیش از ۱۰۰ مقاله علمی از فلسفه علم و مبانی مکانیک کوانتومی گرفته تا نظریه‌های سنج شبکه تا جاذبه کوانتومی منتشر کرده‌است. وی عضو انجمن فیزیکی آمریکا و انجمن پیشرفت علوم آمریکا، عضو آکادمی علوم جهان سوم، آکادمی علوم آمریکای لاتین و آکادمی علوم دقیق و طبیعی آرژانتین است.

## جوایز
وی برنده جایزه سومین آکادمی علوم جهان در رشته فیزیک است. در سال ۲۰۱۰ دکترای افتخاری از دانشگاه جمهوری را گرفت.